# Altovise Gore
Altovise Joanne Davis, (Charlotte (North Carolina), 30 augustus 1943 – Los Angeles (Californië), 14 maart 2009) geboortenaam Gore, was een Amerikaans actrice. Ze was sinds 1970 getrouwd met Sammy Davis jr., als diens derde vrouw. De ambtenaar die op 11 mei 1970 hun huwelijk voltrok was dominee Jesse Jackson.
Gore werkte gedurende de jaren zestig als revuedanseres in verschillende musicals in Londense en Broadway theaters. Haar relatie met Sammy Davis jr. begon toen ze in 1968 voor dezelfde show werkten. Tot de dood van haar man op 16 mei 1990, bleef ze bij hem.
In de jaren zeventig en tachtig speelde ze in diverse televisieseries zoals Charlie's Angels en CHiPs.
Ze overleed op 14 maart 2009 aan de gevolgen van een beroerte.